# Glyphidopeza longicornis
Glyphidopeza longicornis är en tvåvingeart som beskrevs av Sinclair 1997. Glyphidopeza longicornis ingår i släktet Glyphidopeza och familjen Brachystomatidae. Inga underarter finns listade i Catalogue of Life.